# Бжузе (Мазовецьке воєводство)
Бжузе (пол. Brzóze) — село в Польщі, у гміні Мінськ-Мазовецький Мінського повіту Мазовецького воєводства.
Населення — 767 осіб (2011).
У 1975-1998 роках село належало до Седлецького воєводства.

## Демографія
Демографічна структура станом на 31 березня 2011 року:
|          | Загалом | Допрацездатний вік | Працездатний вік | Постпрацездатний вік |
| -------- | ------- | ------------------ | ---------------- | -------------------- |
| Чоловіки | 392     | 98                 | 258              | 36                   |
| Жінки    | 375     | 70                 | 230              | 75                   |
| Разом    | 767     | 168                | 488              | 111                  |